# 哥士達F.5/34戰鬥機
哥士達F.5/34戰鬥機是英國哥士達（Gloster）飛機公司從格鬥士戰鬥機的基礎上研發的單翼戰鬥機，由於此種飛機始終未能成為正式採用的戰鬥機，所以，其名稱祇簡單地以英國軍方的F.3/34編號作為名稱。
此種飛機在1936年12月試飛成功，但造了兩架原型機後，由於英國軍方更鍾情於水冷發動機的颶風戰鬥機，故此種飛機並未得到軍方訂單，這兩架原型機祇作為訓練用機，但在幾年過後也就是1941年，日本對美英開戰，英國人才發現日本人竟然使用與這種飛機外形很相似的零式戰鬥機和一式戰隼。

## 基本資料
- 機長：9.76米
- 翼展：11.63米
- 機高：3.09米
- 空重：1900公斤
- 載重：2449公斤
- 翼面積：21.4平方米
- 最快時速：509公里/小時
- 昇限：9900米
- 發動機：1俱布里斯托水星IX9氣缸風冷式發動機（840匹馬力）
- 武裝：機翼8支7.7毫米口徑M1919機槍

## 設計簡介
哥士達F.5/34是在格鬥士戰鬥機的基礎研發的，發動機也是沿用自格鬥士，但改為下單翼，其起落架是向後收起而且機輪會有一半外露，其座艙罩也是一個流線形狀而由多個窗框組成，這點和日本零式相似。
哥士達F.5/34和零式一樣是採用一體式機翼，這個一體式機翼的中間部份就是駕駛艙地板，但傳統上的英國戰鬥機的機翼是左右結合的，這樣是為了方便若一邊機翼被打爛要更換時祇要換一邊。
哥士達F.5/34和零式一樣是容易駕駛而翼載低的格鬥型戰鬥機。
哥士達F.5/34在外表上和零式不同的是:
- 其機翼是完全水平而零式有上反角
- 其起落架完全固定而零式可收放起落架
- 其垂直尾翼在水平尾翼之前，這樣能令流過機尾的氣流順暢並有利於在尾旋中恢復

## 雜誌上刊登
哥士達F.5/34雖然得不到軍方訂單而要被取消，但1937年10月出版的英國「航空故事」雜誌竟然介紹了這種飛機，這一期甚至以哥士達F.5/34作為封面。

## 研發國家
- 英国